# Renville, Minnesota
Renville là một thành phố thuộc quận Renville, tiểu bang Minnesota, Hoa Kỳ. Năm 2010, dân số của thành phố này là 1287 người.

## Dân số
- Dân số năm 2000: 1323 người.
- Dân số năm 2010: 1287 người.